# Willy Wiederroth
Willy Wiederroth (* 26. August 1896 in Leisnig; † 19. April 1945 in Leipzig) war ein deutscher politischer Funktionär der Nationalsozialistischen Deutschen Arbeiterpartei (NSDAP).

## Leben und Tätigkeit
Wiederroth nahm mit der Sächsischen Armee am Ersten Weltkrieg teil. In der Spätphase des Krieges geriet er 1918 als Unteroffizier in Gefangenschaft.
Von 1937 bis 1939 bekleidete Wiederroth den Posten des Kreisgeschäftsführers des NSDAP-Kreises Leipzig. Anschließend amtierte er bis 1945 als stellvertretender Kreisleiter des Kreises Leipzig. Während des Fronteinsatzes des Kreisleiters Ernst Wettengel, von 1941 bis 1943, führte Wiederroth auch die Kreisleitergeschäfte.
Wiederroth tötete sich in der Schlussphase des Zweiten Weltkriegs angesichts der bevorstehenden Besetzung von Leipzig durch die Rote Armee selbst: Er beging zusammen mit dem ehemaligen Leipziger Bürgermeister Walter Dönicke und dem SA-Oberführer Carl Strobel gemeinschaftlichen Suizid: Die drei erschossen sich selbst im Leipziger Rathaus.